# 吉普牧马人
吉普牧马人（Jeep Wrangler），通常简称牧马人，台湾称为蓝哥，是吉普1986年开始生产的一款汽车。其第一代名为牧马人YJ，1996年第二代牧马人TJ开始生产，2006年第三代牧马人JK开始生产。现已开发至第四代，即牧马人JL。
它的前身是威利吉普和吉普CJ，它最初只是一款越野车，但是后来为了吸引更多客户，开始改进其在城市道路上行驶舒适性和安全性。它早期型号多是两门的，21世纪初开发出四门款。